# Recinto Ferial FEXDEGA

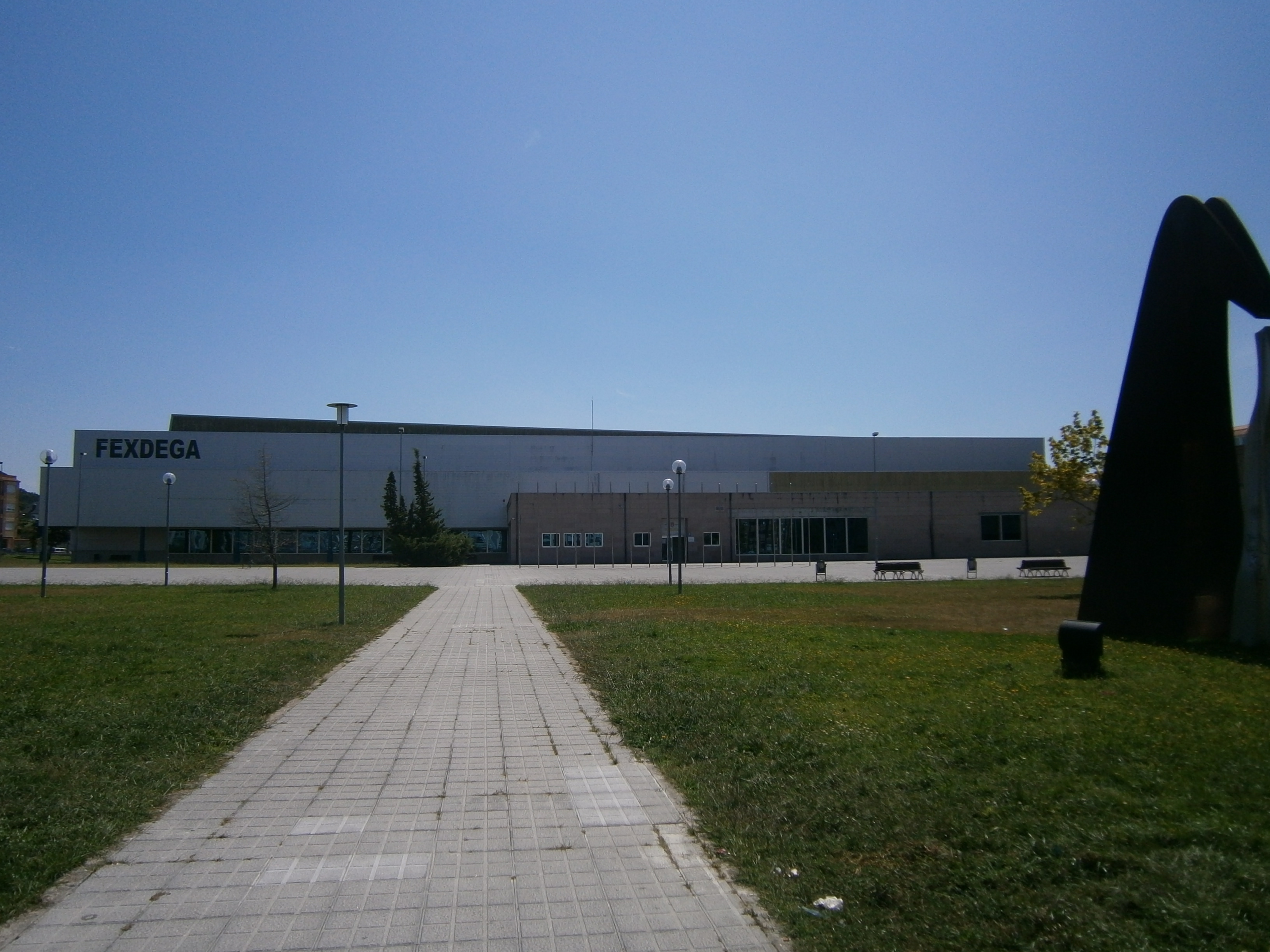
Recinto ferial FEXDEGA

El Recinto Ferial FEXDEGA es un recinto ferial permanente ubicado en el municipio de Villagarcía de Arosa (Pontevedra), España. Es uno de los más grandes de Galicia. Originariamente destinado a la realización de la Feria de Exposiciones de Galicia, hoy día es sede de numerosos eventos, desde ferias deportivas, festivales culturales, o campeonatos deportivos.

## Ubicación
Se encuentra en Villagarcía de Arosa (décimo municipio en población de Galicia en número de habitantes). Se halla al sur de la villa, a tan solo 300 m del centro urbano, en el barrio de A Maroma. Su fachada principal discurre paralela al Río del Con, a su paso por la Avenida Rodrigo de Mendoza. 
La villa constituye un emplazamiento apropiado para el recinto, gracias a sus comunicaciones, su rico patrimonio, playas y gastronomía.

## Formas de llegar
En tren: la estación de ferrocarril de Vilagarcía de Arousa (a poco más de 1 km del recinto) se encuentra en el Eje Atlántico La Coruña-Vigo-Oporto-Lisboa, y opera más de una veintena de trenes diarios en ambas direcciones.
En Autobús: la estación de autobuses está situada al lado de la estación del tren. Llegan autobuses procedentes de diferentes puntos de Galicia.
En coche: el recinto ferial se halla a la entrada de la ciudad llegando desde la autopista AP9 que enlaza el eje Atlántico Ferrol- Coruña- Pontevedra- Tuy y a su vez se enlaza con la meseta a través de la A-52 que une Benavente con Porriño, pasando por la provincia de Orense.
Por mar: la ciudad disfruta de puerto deportivo, puerto comercial, y es escala en algunos cruceros recreativos en temporada alta. La ría tiene excelentes condiciones de navegabilidad, por lo que muchos visitantes llegan en embarcaciones particulares.
Por aire: Villagarcía se halla a 60 km del aeropuertos de Santiago de Compostela y a 59 del Vigo.

## FEXDEGA en los medios
Los eventos deportivos, comerciales y culturales desarrollados en el recinto suelen tener un impacto social importante en la región, y por tanto una buena cobertura informativa. Es habitual encontrar referencias del recinto Fexdega en la prensa, radio y televisión, en particular en la autonómica Televisión Galega, y en TV Salnés, la televisión de la comarca de O Salnés.

## Ferias y exposiciones comunes
Acoge eventos como el Salón del automóvil "Arosa Motor", Salón del hogar "ExpoCasa", Feria de novias "Arosa Novias", Feria de niños "Pequerrechos" o campeonatos de deportes como el basket-cup. Algunas son ferias internacionales.

## Características
El recinto ferial mide 4 ha, equivalente a  40 000m². La nave cuenta con 1,1 ha cubiertas. El recinto presenta la estructura espacial de mayor superficie diáfana en España con 8000 m². 
Dispone de aparcamiento gratuito con capacidad para 750 vehículos que se desglosan en:
- 450 plazas de aparcamiento propias y
- 300 más de titularidad municipal.

La capacidad del recinto es de 14.000 personas, de ellas:
- 8000 personas de pie
- 6000 sentadas

El recinto ofrece, además de su área de exposiciones, otros servicios como salas de reuniones, salones, pantallas gigantes, cáterin, graderío móvil y pista polideportiva.

## Historia
Algunos hitos remarcables cronológicamente son:
- En 1967 unos jóvenes vinculados al mundo agrario, intentaron hacer en Villagarcía de Arosa un sitio de encuentro para agricultores, para hacer estrategias económicas. En ese año Vilagarcía celebra su primera edición y se convierte en el primer salón de toda Galicia.
- En 1980 el Ministerio de Comercio y Turismo reconoce su carácter de promotora de desarrollo de Galicia, por sus ferias.
- En 1993 se dan los primeros pasos para la construcción de un nuevo recinto.
- En 2000, siete años después de los primeros pasos se comienza a construir el nuevo recinto FEXDEGA.
- En 2001 se inaugura el nuevo recinto, mucho mejor que el anterior, mejores tecnologías, comunicaciones y zona de aparcamiento.